# Pablo Virgilio Siongco David

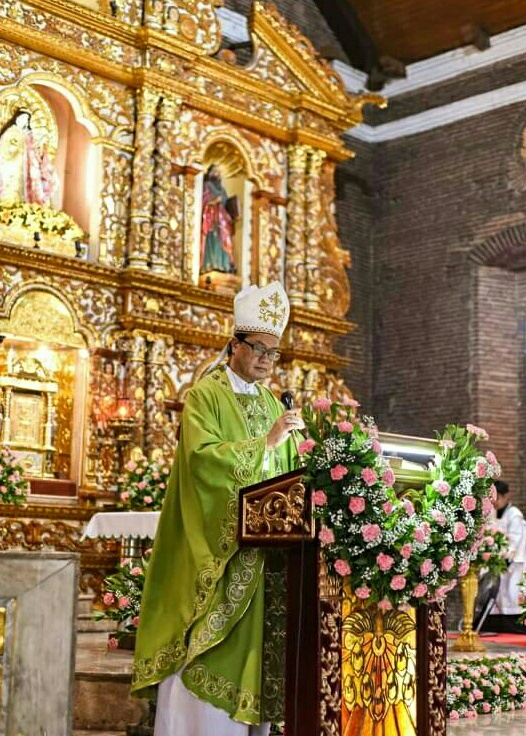
Pablo Virgilio Siongco Kardinal David (2024)

Kardinalswappen

Pablo Virgilio Siongco Kardinal David (* 2. März 1959 in Guagua, Pampanga, Philippinen) ist ein philippinischer Geistlicher und römisch-katholischer Bischof von Kalookan sowie Vorsitzender der philippinischen Bischofskonferenz.

## Leben
Pablo Virgilio Siongco David empfing am 12. März 1983 durch Erzbischof Oscar V. Cruz das Sakrament der Priesterweihe für das Erzbistum San Fernando.
Am 27. Mai 2006 ernannte ihn Papst Benedikt XVI. zum Titularbischof von Guardialfiera und zum Weihbischof in San Fernando. Der Erzbischof von Manila, Gaudencio Kardinal Rosales, spendete ihm am 10. Juli desselben Jahres die Bischofsweihe; Mitkonsekratoren waren der Erzbischof von Jaro, Angel Lagdameo, und der Erzbischof von San Fernando, Paciano Basilio Aniceto. Als Motto wählte er „KENOSIS“ (von altgriechisch ἐκένωσεν ‚ekénōsen‘ „er entäußerte sich“ nach Phil 2,5–11 ).
Am 14. Oktober 2015 ernannte ihn Papst Franziskus zum Bischof von Kalookan. Die Amtseinführung fand am 2. Januar des folgenden Jahres statt.
2018 brachten ihn Vorwürfe von Präsident Rodrigo Duterte, er konsumiere Drogen, in die Schlagzeilen. Im Juli 2021 wurde er zum Vorsitzenden der philippinischen Bischofskonferenz gewählt.
Am 6. Oktober 2024 kündigte Papst Franziskus an, ihn am 7. Dezember 2024 als Kardinalpriester in das Kardinalskollegium aufnehmen zu wollen. Als Titelkirche wies ihm der Papst bei der Kardinalskreierung die Kirche Trasfigurazione di Nostro Signore Gesù Cristo zu.
Am 11. Januar 2025 berief ihn der Papst zum Mitglied des Dikasteriums für die Glaubenslehre.